# Chroniques de guerre en Côte d'Ivoire
Pour plus de détails, voir Fiche technique et Distribution.
Chroniques de guerre en Côte d’Ivoire est un documentaire réalisé en 2008 par le réalisateur franco-ivoirien Philippe Lacôte, sur le destin d’une famille et d’une Côte d’Ivoire secouées par les tensions raciales, filmée en direct pendant le couvre-feu de 2002.

## Synopsis
Des figures emblématiques de la Seconde Guerre mondiale en passant par l’accession à l’indépendance, la voix off de Philippe Lacôte relate l’histoire politique de la Côte d’Ivoire ; de Houphouët-Boigny à Laurent Gbagbo sans oublier le général Robert Gueï... le tout sur fond de sa propre histoire familiale.
Le père du réalisateur débarque à Abidjan après la guerre où il a été un des quelques nazis français ayant rejoint le dernier carré des fidèles d’Hitler avant sa chute. Une seconde vie commence en terre africaine, et cette vie, il la partage avec une Ivoirienne, une Bété. Grâce au témoignage de sa mère, Philippe Lacôte reconstitue son passé, un passé marqué par des gestes racistes aussi bien en France que dans son pays. 
Dans le quartier-village de ses parents, Wassakara, il retrace son enfance avec ses amis : leur passion d’alors, leurs rêves et leur vision du monde. Tous ces jeunes, comme lui, sont issus de parents étrangers et ne se reconnaissent pas dans le concept d’ « ivoirité ». 
Les images nous plongent dans le quotidien d'un quartier populaire, lorsqu’en septembre 2002, le pays est entraîné dans une spirale de troubles politiques et de violences : Lacôte promène sa caméra dans les rues, donnant librement la parole à tous sans chercher à expliquer le conflit.

## Fiche technique
- Titre : Chroniques de guerre en Côte d’ivoire
- Réalisateur – Directeur photos – Ingénieur son – Voix off : Philippe Lacôte
- Scénariste : Delphine Jaquet
- Productrice déléguée : Alice Beckmann
- Producteur étranger : Sami Tioye
- Monteur : Delphine Jaquet
- Mixeur : Emmanuel Croset
- Monteuse son : Josefina Rodriguez
- Langue : français
- Format : Vidéo
- Genre : documentaire
- Durée : 52 minutes
- Date de réalisation : 2008
- Couleur et N&B